# Children of Time (Star Trek: Deep Space Nine)
"Children of Time" és el 22è episodi de la cinquena temporada de la sèrie de televisió de ciència-ficció estatunidenca Star Trek: Deep Space Nine, el 120è de tota la sèrie. Originalment es van emetre en redifusió a partir del 5 de maig de 1997. El guió fou escrit per René Echevarria i fou dirigit per Allan Kroeker.
Ambientada al segle XXIV, la sèrie segueix les aventures a Espai Profund 9, una estació espacial situada prop d'un forat de cuc estable entre els Quadrants Alfa i Gamma de la Via Làctia, prop del planeta Bajor, mentre els bajorans es recuperen d'una brutal ocupació de dècades pels imperialistes cardassians. El Quadrant Gamma acull un imperi hostil conegut com el Domini, governat pels Fundadors que canvien de forma. A les temporades mitjanes de la sèrie, la Federació està amenaçada tant per l'Imperi Klíngon com pel Domini. En aquest episodi, la tripulació de l'estació espacial Espai Profund 9 es troba amb els seus propis descendents a causa d'un bucle temporal i s'enfronta a una decisió ètica difícil.

## Argument
La nau espacial Defiant investiga un planeta envoltat per una barrera d'energia inusual. Descobreixen que el planeta està habitat per 8.000 descendents de la tripulació de la Defiant. La història dels descendents va començar quan la Defiant va intentar escapar del planeta. En lloc de travessar la seva barrera d'energia, la nau va ser llançada enrere en el temps 200 anys i es va estavellar sense cap esperança de contactar amb la Federació Unida de Planetes o reparar la nau. Davant d'aquesta realitat, la tripulació de 48 persones del "Defiant" (inclosos Dax, Sisko, O'Brien, Worf, i Dr. Bashir) va decidir quedar-se i establir una societat.
Malauradament, la Major Kira que va quedar atrapada, va morir unes setmanes després de l'accident a causa del dany neuronal que va patir quan la nau estava passant per la barrera d'energia; Bashir no tenia l'equip mèdic al «Defiant» necessari per tractar-la.
A més dels seus descendents, dos membres de la tripulació original del «Defiant» encara existeixen a la colònia. La fisiologia canviant d'Odo li ha donat una major longevitat que la resta (juntament amb una aparença més humana), mentre que el simbiont Trill Dax continua vivint en un nou hoste, Yedrin. Worf es troba amb els «Fills de Mogh», colons que trien viure un estil de vida klíngon. L'Odo «original» està atrapat en la seva forma gelatinosa a causa de les fluctuacions de l'atmosfera, durant el qual l'Odo més gran confessa que ha estat enamorat de Kira des de molt aviat en la seva amistat.
Els oficials ara s'adonen que s'enfronten a un dilema. Si utilitzen la "Defiant" per abandonar el planeta amb seguretat, mai no hauran viatjat enrere en el temps i la comunitat del planeta s'esborrarà de l'existència. Però si permeten que la història es repeteixi estavellant-se en el passat, mai no veuran les seves llars ni els seus éssers estimats, i Kira morirà en poques setmanes. Yedrin els mostra una sortida utilitzant la bombolla quàntica per duplicar la nau i la tripulació perquè puguin prendre les dues decisions alhora. Però resulta ser un truc, ja que vol sobreviure; si ho intenten, simplement repetiran l'accident.
Després de molta discussió i d'unir-se al festival de plantació de la comunitat, decideixen repetir l'accident. La tripulació, però, sobreviu, amb la hipòtesi que en Yedrin va renunciar a la seva línia de temps per la tripulació. Però l'Odo revela a la Nerys que l'Odo més gran estima tant la Kira que preferiria evitar la seva mort que permetre que els 8.000 colons sobrevisquessin. Va canviar en secret el seu pla de vol programat perquè escapessin de la bombolla, cosa que va fer que la colònia desaparegués de l'existència.

## Actors convidats
- Gary Frank - Yedrin Dax
- Jennifer S. Parsons - Miranda
- Davida Williams - Lisa
- Doren Fein - Molly

## Producció
Les imatges exteriors de l'exoplaneta "Gaia" es van filmar a Califòrnia.

## Recepció
El 2015, Geek.com va recomanar aquest episodi per a la seva guia abreujada de marató de sèries de Star Trek: Deep Space Nine.
"Children of Time" va ser classificat com el cinquè millor episodi romàntic de Star Trek per ScreenRant el 2017.
El 2018, Nerdist va classificar aquest episodi com el desè episodi més essencial de la sèrie.
El 2018, SyFy va recomanar aquest episodi per la seva guia de visionat abreujada del personatge bajorà Kira Nerys. Van considerar que aquest era un episodi divertit i també important per a la història de la relació entre Odo i Kira.